# GM Hockey Renaissance
GM Hockey Renaissance est un jeu de simulation sur ordinateur créé par Logique Eclectic. Jusqu'en 2008, il avait la particularité de demeurer constamment en statut beta, ce qui a fait que successivement les versions les plus récentes du jeu étaient disponibles gratuitement sur le site du développeur, à des fins d'évaluation.
GM Hockey Renaissance place l'utilisateur dans la peau d'un directeur général de la Ligue nationale de hockey. Il doit gérer toutes les activités de son équipe, que ce soit les contrats à négocier, les voyages, l'évaluation des prospects susceptibles d'être repêché et la gestion de son personnel d'entraîneurs. La partie se termine au moment où l'utilisateur décide de prendre sa retraite, s'il meurt ou s'il est congédié.

## Historique
Aux dires même du créateur, ce jeu a été conçu précisément pour assouvir la passion dévorante des gérants d'estrades du Québec et d'ailleurs, qui aiment bien proposer des échanges farfelues pour les tribunes pour améliorer les performances de leur club préféré de la LNH. Le jeu place le joueur dans un tel contexte. Il doit assumer toutes les responsabilités à un directeur-général d'un club professionnel de hockey. En date du 25 septembre 2007, GM Hockey Renaissance en était à sa 19e version en ligne. Chaque mois, une nouvelle version sortait, contenant des corrections et des ajouts est publié en ligne et les utilisateurs étaient invités à la télécharger et à faire part de leur évaluation.

## Particularités
Le jeu était distribué gratuitement à des fins d'évaluation. Les développeurs comptaient sur les dons des utilisateurs, le processus d'achat de parts et la vente de bannières à l'intérieur-même du jeu pour s'auto-financer. En janvier 2007, le processus de traduction de GM Hockey Renaissance pour le marché anglophone a été mis en branle.